# Saint-Jean-des-Échelles
Saint-Jean-des-Échelles är en kommun i departementet Sarthe i regionen Pays de la Loire i nordvästra Frankrike. Kommunen ligger i kantonen Montmirail som tillhör arrondissementet Mamers. År 2022 hade Saint-Jean-des-Échelles 225 invånare.

## Befolkningsutveckling
Antalet invånare i kommunen Saint-Jean-des-Échelles
| Referens: INSEE |